# 瑟羅瓦特卡河
瑟羅瓦特卡河（烏克蘭語：Сироватка），是烏克蘭的河流，位於該國東北部，屬於普肖爾河的左支流，發源自波克羅夫卡以東，流經蘇梅州，河道全長58公里，流域面積738平方公里。